# Азармидохт
Азармидохт (средњоперсијски: Азармигдухт; новоперсијски: ازرمیدخت, Азармидохт) била је сасанидска краљица (банбишн) у Ирану од 630. до 631. године. Била је ћерка краља (шах) Хозроја II (владао 590–628). Била је друга сасанидска краљица; пре и после ње владала је њена сестра Боран. Азармидохт је дошао на власт у Ирану након што је њеног рођака Шапур-и Шахрвараза свргнула фракција Парсиг, коју је предводио Пируз Хозроје, који је помогао Азармидохт да дође на престо. Међутим, следеће године убио ју је Ростам Фарохзад као одмазу због њеног учешћа у убиству његовог оца. Наследила ју је Боран.

## Име
„Азармидохт“ је новоперсијска варијанта њеног имена коју користе научници; њено првобитно име било је средњоперсијско, Азармигдухт, што значи „ћерка поштованог“, а односило се на њеног оца Хозроја II (владао 590–628).

## Позадина, детињство и младост
Азармидохт је била кћерка последњег истакнутог иранског шаха, Хозроја II, кога је свргнуо и погубио 628. године његов сопствени син Кавад II, који је наставио са погубљењем своје браће и полубраће, укључујући наследника Марданшаха. Ово је нанело тежак ударац царству, од кога се никад неће опоравити. Како се извештава, Азармидохт и њена сестра Боран критиковале су и прекоревале Кавада II због његових варварских поступака, због чега се покајао.
Пад Хозроја II кулминирао је грађанским ратом који је трајао четири године, при чему су најмоћнији припадници племства стекли потпуну аутономију и почели да стварају своју владу. Такође су настављена непријатељства између персијских (Парсиг) и Партских (Пахлав) племићких породица, које су поделиле целокупно богатство државе. Неколико месеци касније разорна куга проширила се западним сасанидским провинцијама, усмртивши половину њеног становништва, укључујући Кавада II. Наследио га је његов осмогодишњи син Ардашир III, кога је две године касније убио угледни ирански војсковођа Шахрбараз, који је четрдесет дана касније убијен у пучу од стране вође Пахлава, Фаруха Хормизда, који је помагао Боран да дође на престо. Међутим, следеће године је свргнута и замењена својим рођаком Шапур-и-Шахрваразом (који је такође био Шахрбаразов син). Његова владавина показала се још краћом од оне када је његов претходник свргнуо након мање од годину дана од фракције Парсиг на челу са Пирузом Хозројем, која је помогла Азармидохт да се подигне на трон.

## Владавина
Кад је Азармидохт постала краљица Ирана, изјавила је да ће управљање земљом и владати се исто као и њен отац, Хозроје II. Фарух Хормизд, je како би ојачао свој ауторитет и створио модус вивенди између Пахлава и Парсига, замолио Азармидохт (који је био кандидат за Парсиг) да се уда за њега. Азармидохт је, међутим, одбилa. Након што је његов предлог одбијен, Фарух Хормизд се "више није склонио са самог трона", изјавивши "Данас сам вођа народа и стуб земље Ирана." Новац је ковао на исти начин као и монарх, посебно у Истахру , Парсу и Нахаванду у Медији. Да би се обрачунала са Фарухом Хормиздом, Азармидохт се наводно удружила са припадником династијом Михранида Сијавахшом, који је био унук Бахрама Чобина, познатог војног заповедника (спахбед) и накратко шаха Ирана. Уз Сијавахшову помоћ, Азармидохт је убила Фаруха Хормизда.
Ростам Фарохзад син Фаруха Хормизда, који је у то време био стациониран у североисточном региону Хорасан, наследио га је као вођа Пахлава. Како би се осветио за смрт свог оца, преводио је трупе у Ктесифон, главни град Сасанидског царства, "победивши сваку војску Азармидохт коју је срео". Потом је победио Сијавахшове снаге у Ктесифону и заузео град. Азармидохт је недуго затим ослепео и убио Ростам, који је затим њену сестру Боран вратио на трон. Након овог инцидента центар моћи царства се можда преселио на североисток, који је било домовина Пахлава, и био је област у коју је Једигерд III, последњи сасанидски краљ краљева, на крају побегао да потражи помоћ против арапске инвазије на Иран .

## Кованице новца и царска идеологија
Током своје кратке владавине, Азармидохт је ковала новац са ликом свог оца на предњој страни, с натписом хварах абзуд ("Повећање славе") и круном са крилима која представља Веретрагна, име бога победе. На наличју је регуларни касни сасанидски олтар са два чувара. Њен разлог за постављање оца није био толико последица њеног пола, јер није била толико значајана у поређењу са владарским односом према краљевској сасанидској породици, а у суштини с Хозројем II, који се сматрао последњим правилним и легитимним краљем краљева Иран. Азармидохтин разлог ковања кованица са сликом њеног оца је, дакле, био враћање његове слике и слике сасанидске куће, покушај који је прво урадила Азармидоктина сестра Боран, која, међутим, није користила слику свог оца, већ је прибегла томе да му одају почаст позивајући се на њега у њеним натписима. Међутим, у време када је Азармидохт успела на трон, натпис можда није био довољан, што је резултирало постављањем слике Хозроја II на аверсу новчића.

## Личност, изглед и достигнућа
Исламски извори описују Азармидохт као интелигентну и врло заносну жену. Према историчару из 10. века Хамзи ел Исфаханију, сада изгубљена књига Кетаб варовар молук Бани Сасан ("Сасанска сликовница") приказивала ју је као "седећу, у црвеној везеној хаљини и небеско-плавим шљокицама са бојном секиром у десној руци и наслоњеном на мач који је држан у левој руци. " Изградња дворца у Асадабаду приписује се њој. Наслов јој је био „Праведни. "